# Deutscher Verband für Kunstgeschichte

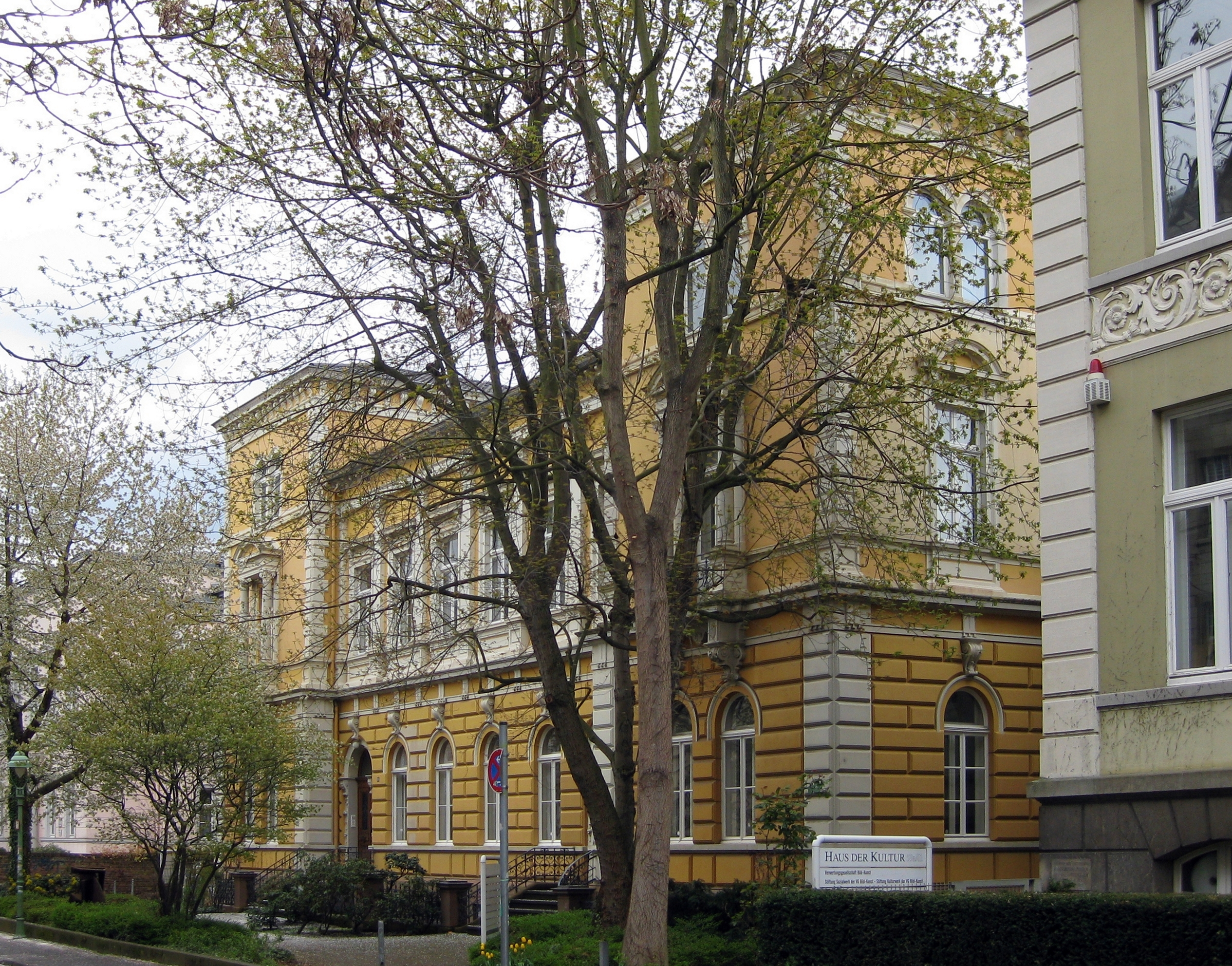
Sitz des Verbandes im Bonner Haus der Kultur (2012)

Der Deutsche Verband für Kunstgeschichte e. V. mit Sitz in Bonn ist ein Berufs- und Fachverband für Kunsthistorikerinnen und Kunsthistoriker, die in Deutschland oder in deutschen Institutionen im Ausland arbeiten. Der Verband organisiert u. a. den im Zweijahresrhythmus stattfindenden Deutschen Kongress für Kunstgeschichte (bis 2022: Deutscher Kunsthistorikertag). Mit derzeit rund 5700 Mitgliedern (Stand: September 2024) gehört er zu den größten Verbänden der deutschen Geisteswissenschaften.

## Geschichte
Der Verband wurde 1948 im Rahmen des ersten Deutschen Kunsthistorikertages in Brühl unter dem Namen Verband Deutscher Kunsthistoriker e. V. als Berufsverband neu gegründet und trat damit an die Seite des der Forschungsförderung verpflichteten Deutschen Vereins für Kunstwissenschaft e. V. Ziel war es außerdem, zu den emigrierten Fachkolleginnen und -kollegen während der Zeit des Nationalsozialismus Kontakt aufzunehmen. Die Initiative der Gründung des Verbandes ging auf den ersten Vorsitzenden Hans Jantzen und seine Nachfolger Hans Kauffmann, Herbert von Einem und Heinrich Lützeler zurück.
Bei dem Kunsthistorikertag 1968 in Ulm kam es zu einem offenen Konflikt, der dazu führte, dass sich der Ulmer Verein abspaltete.
Seit 2005 unterhält der Verband eine Geschäftsstelle in Bonn. Auf dem Kunsthistorikertag in Stuttgart hat die Mitgliederversammlung am 25. März 2022 eine Änderung des Vereinsnamens und des Kongressnamens beschlossen. Der Verband wurde in „Deutscher Verband für Kunstgeschichte e. V.“ umbenannt. Zugleich entschied sich die Mitgliederversammlung für die Umbenennung des „Deutschen Kunsthistorikertages“ in „Deutscher Kongress für Kunstgeschichte“. Die Umbenennung erhielt mit der Eintragung in das Vereinsregister Bonn am 29. August 2022 juristische Gültigkeit.

## Organisation
Die Organe des Verbandes sind die Mitgliederversammlung und der Vorstand.
Der Vorstand besteht aus erstem und zweitem Vorsitzenden sowie vier weiteren Mitgliedern, die jeweils eine der Berufsgruppen Hochschulen und Forschungsinstitute, Museen, Denkmalpflege sowie Freie Berufe repräsentieren.
Der Verband ist als berufsständische Interessengemeinschaft nicht gemeinnützig und erhält keinerlei öffentliche oder private Zuwendungen. Er finanziert sich ausschließlich über die Beiträge persönlicher Mitgliedschaften. Alle Vorstandsmitglieder arbeiten ehrenamtlich.

## Kongresse und Vorsitzende
1. 1948 Brühl, Schloss Augustusburg, Hans Jantzen
2. 1949 München, Schloss Nymphenburg
3. 1951 Berlin-Charlottenburg
4. 1952 Nürnberg, Hans Kauffmann
5. 1954 Hannover
6. 1956 Essen, Hans Kauffmann
7. 1958 Trier
8. 1960 Basel, Herbert von Einem
9. 1962 Regensburg
1964 Mitgliederversammlung Bonn, Herbert v. Einem
10. 1965 Münster
1966 Mitgliederversammlung Münster
11. 1968 Ulm, Tilmann Buddensieg
12. 1970 Köln
13. 1972 Konstanz, Willibald Sauerländer
1972 Außerordentl. Mitgliederversammlung Nürnberg
14. 1974 Hamburg
15. 1976 München, Dietrich Ellger
16. 1978 Düsseldorf: Kunst – Wissenschaft – Öffentlichkeit
17. 1980 Mainz: Fragen heutiger Kunstgeschichte, Georg Friedrich Koch
18. 1982 Kassel
19. 1984 Stuttgart, Herwarth Röttgen
20. 1986 Berlin: Bewahren – Erklären – Gebrauchen. Die Kunstwissenschaft und das künstlerische Erbe
21. 1988 Frankfurt: Kunst – Geschichte – Moderne – Postmoderne, Dethard von Winterfeld
1989 Darmstadt: Wissenschaftliches Symposion: Kultfigur und Mythenbildung
22. 1990 Aachen: Europäische Kunst – Kunst der Nationen
1992 Berlin: Mitgliederversammlung und Forum: Die Kunstgeschichte über ihre Berufsfelder, Reinhold Baumstark
23. 1994 Dresden: Deutschland und seine östlichen Nachbarn
24. 1997 München: Die Inszenierung des Kunstwerks, Sybille Ebert-Schifferer
25. 1999 Jena: Neuzeiten
26. 2001 Hamburg: Was war Kunstgeschichte im 20. Jh.?, Gabi Dolff-Bonekämper
27. 2003 Leipzig: Kunst unter Künsten
28. 2005 Bonn: Zeitgenossenschaft als Herausforderung, Georg Satzinger
29. 2007 Regensburg
30. 2009 Marburg: Kanon, Georg Satzinger
31. 2011 Würzburg: Genius loci
32. 2013 Greifswald: Ohne Grenzen, Kilian Heck
33. 2015 Mainz: Der Wert der Kunst
34. 2017 Dresden: Kunst lokal – Kunst global, Kilian Heck
35. 2019 Göttingen: Zu den Dingen!
36. 2022 Stuttgart: Form Fragen, Kerstin Thomas
37. 2024 Erlangen/Nürnberg: Bild und Raum
38. 2026 München: wissen

## Ziele und Aufgaben
Der Verband versteht sich als Fachgesellschaft mit dem Ziel, die Interessen der Wissenschaft der Kunstgeschichte zu fördern. Als Berufsverband hat er auch die Aufgabe der berufsständischen Interessenvertretung. Der Verband vertritt dabei die klassischen Berufsfelder Museum, Denkmalpflege, Lehre sowie die weiteren, besonders die freiberuflichen kunsthistorischen Arbeitsfelder.
Der Verband vertritt die Interessen seiner Mitglieder und des Faches in zahlreichen Gremien. Er ist u. a. Mitglied im Deutschen Kunstrat, im Wissenschaftlichen Beirat des Zentralinstituts für Kunstgeschichte, im Deutschen Nationalkomitee für Denkmalschutz und im Comité International d’Histoire de l’Art (CIHA).
Der Verband nimmt außerdem öffentlich Stellung zu aktuellen Fragen der Denkmalpflege, der Museumspolitik und der kunsthistorischen Ausbildung sowie zu aktuellen gesetzlichen und rechtlichen Bestimmungen und kulturpolitischen Entwicklungen, die kunsthistorische Tätigkeitsfelder betreffen. Im Dezember 2019 rief der Verband die Rote Liste – ein Denkmalgewissen für Deutschland ins Leben, mit der er auf Gefährdungen für Denkmäler aufmerksam macht, so beispielsweise 2020 die Städtischen Bühnen Frankfurt. Die Rote Liste wurde 2021 vom Deutschen Nationalkomitee für Denkmalschutz mit dem Deutschen Preis für Denkmalschutz in der Kategorie Medienpreis ausgezeichnet.
Als Träger des Deutschen Kongresses für Kunstgeschichte (bis 2022: Deutscher Kunsthistorikertag) konzipiert und organisiert der Verband alle zwei Jahre den größten kunsthistorischen Fachkongress in Deutschland.
Seit 2011 vergibt der Verband den Deubner-Preis des Deutschen Verbandes für Kunstgeschichte der Dr. Peter Deubner-Stiftung, der alle zwei Jahre im Rahmen des Deutschen Kongresses für Kunstgeschichte verliehen wird. Seit 2016 werden zusätzlich zum Dissertationspreis zwei Projektpreise ausgelobt.
Die kunstwissenschaftliche Fachzeitschrift Kunstchronik galt bis 2022 als Mitteilungsblatt des Verbandes.